# Грецька вулиця (Одеса)
Гре́цька ву́лиця — одна із найстаріших вулиць Одеси. Бере початок з Канатної вулиці й тягнеться до Преображенської вулиці й Соборної площі, перетинаючи Грецьку площу.

## Історія
Грецьку вулицю можна вважати найстаршою вулицею міста Одеси. Поселення греків тут були ще до взяття Хаджибею. Так, за даними одеського краєзнавця Олега Губаря на місці сучасного будинку № 30 по Грецькій вулиці була розташована кав'ярня грека Симона Аспорідіса. Як пише Губар, під час штурму Хаджибея Аспорідіс втік із міста і повернувся лише через п'ять днів, 19 вересня. Однак Олександр Дерібас вважав, що Аспорідіс не тікав із міста і був у своїй кав'ярні вже 14 вересня:
Великий же був подив Аспоріді, коли 14 вересня, в день Здвиження, до нього до кав'ярні увійшли, замість турків, генерал де Рібас, а за ним яскрава свита російських офіцерів… Вже була написана реляція… про взяття Хаджибея, і де Рібас міг дати відпочинок своїм славетним сподвижникам. Тут були Воєйков, Меркель, Аркудинський, Трубніков, Головатий, Чепіга. Аспоріді виніс зі своїх льохів найкраще кіпрське вино і духмяну мастику для офіцерів. А для солдатів викотив на плац бочку горілки. Й пішли веселощі. Росіяни затвердилися в Хаджибеї, який згодом став Одесою, під тупіт запорозького гопака.— 

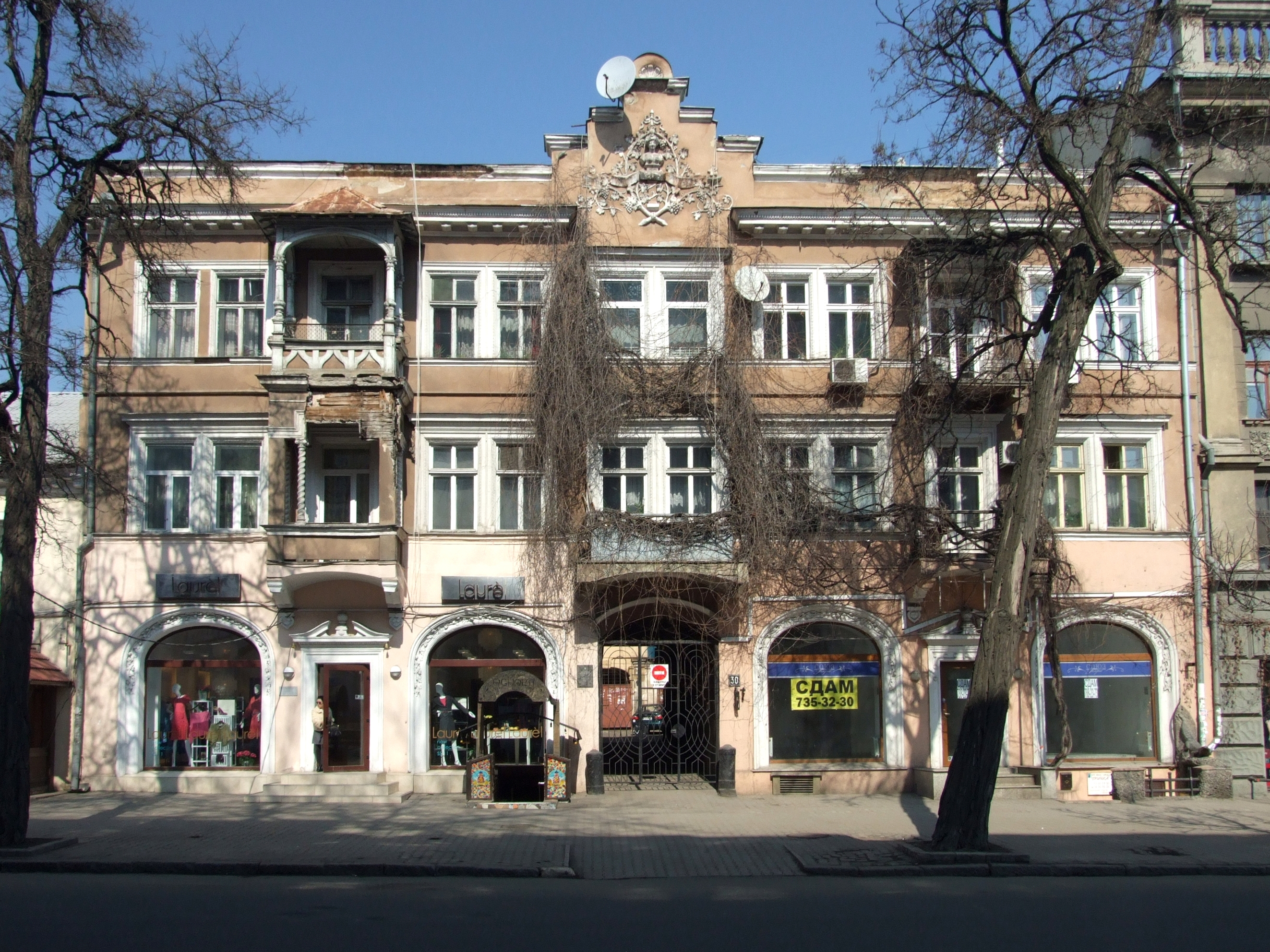
Будинок, розташований на місці кав'ярні Аспорідіса

На Грецькій вулиці, на розі із вулицею Європейською, розташований один із найстаріших будинків міста — Житловий будинок № 32. Забудова міста розпочиналася саме тут. Люди, які відвідували Одесу 19 сторіччя, вважали цю вулицю найяскравішою в місті. Тут мешкали великі грецькі підприємці, вулиця була наповнена закладами на кшталт: «Бакалійна і колоніальна торгівля Мавроматіс», «М'ясна лавка Пефані», «Пивна лавка Каліфотіді», «Перукарня Тесеоглу». Той самий О. де Рібас писав:
Грецька вулиця має свій особливий аромат. Пахне на ній і фініками, і горіхами, і ріжками, і апельсинами, і всякими колоніальними спеціями.— 

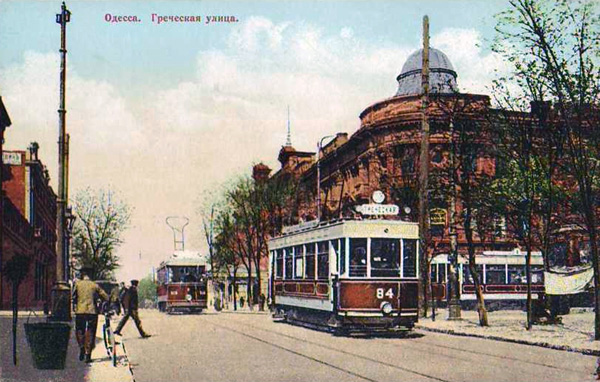
Вигляд на будинок Бродського (зруйнований). Листівка початку 20-го століття

Сучасна вулиця наповнена пам'ятками архітектури. Серед них будівлі двох Прибуткових будинків Маврокордато (№ 21 і № 25). Останній будинок є унікальним, оскільки оздоблений найдовшим балконом в Європі. На розі із вулицею віцеадмірала Жукова розташована будівля Скетінг-Рингу (1874 рік), в якій розміщується Одеський обласний академічний російський драматичний театр. На своєму початку вулиця перетинає Карантинну балку, через яку перекинуто Строгановський міст, відомий також як Грецький міст. Міст був зведений з 1853 по 1863 роки архітектором Гонсіоровським і названий в честь Новоросійського генерал-губернатора графа Олександра Строганова.
Також по вулиці розташовані такі відомі пам'ятки, як Одеського облікового банку (зведений у 1906 році) і Палац Абази (1856-58 роки), головні фасади яких розташовані по вулиці Італійській. У будівлі палацу Абази розміщується Музей західного і східного мистецтва.
Серед пам'яток, які не збереглися, слід зазначити два будинки роботи архітектора О. О. Бернардацці — Будинок Бродського із мануфактурним магазином (№ 26, на розі із Рішельєвською) і торговий будинок братів Петрококкіно (№ 28). Обидва будинки слугували торговими рядами, тут були розташовані магазини та контори. Під час бомбування Одеси в роки Другої світової війни обидва будинки постраждали. У 1949 році виконком міської ради приймає рішення «Про демонтаж стель третього поверху будинку № 10 по вул. Леніна» (рішення № 319 от 31.03.1949). Вже наприкінці 1949 року прийнято рішення № 1580 «Про надання заводу № 490 міністерства суднобудівної промисловості напівзруйнованої будівлі № 10 по вулиці Леніна для відтворення під житловий будинок». Таким чином на місці знищених пам'яток архітектури був зведений сталінський будинок (№ 26-28), перші поверхи якого також займають магазини.

## Пам'ятки архітектури

### Архітектурні пам'ятки
- Строганів міст (архітектор Карл Маєвський, Фелікс Гонсіоровський). Найдовший з усіх старих одеських мостів — його первісна довжина становила 120 метрів, а висота понад 13 метрів. Спочатку Строганівський міст не був єдиним, а складався з двох нерівномірних частин: трьох аркового мосту над Польським узвозом і двох аркового над Левашівським. Під час реконструкції він був знесений і побудований заново, і тепер являє собою залізобетонну конструкцію, що зберегла від колишньої будови тільки грати.
- Прибутковий будинок Канакі — Грецька, 7 — Побудований в кінці XIX століття.
- Житловий будинок Штейнберга (Екіпаж, гуртожиток Морехідного училища ім. О. І. Маринеско) — Грецька, 9 — Побудований у 1856 році.
- Житловий будинок Тальянського — Грецька, 11 — У цьому будинку жили й працювали керівники ПівденьРОСТу: письменник Михайло Юхимович Кольцов і поет Володимир Іванович Нарбут.
- Житловий будинок Константиновського — Грецька, 12 — Побудований у першій половині XIX століття.
- Будівля Облікового банку — Грецька, 13 — Побудована в 1904—1906 роках.
- Житловий будинок Ремера — Грецька, 14 — Побудований в 1835 році.
- Палац Абази (Одеський музей західного і східного мистецтва) — Грецька, 16 — Побудований в 1856—1858 роках для відомого в Одесі підприємця, власника горілчаного заводу Абази. У 1920 році в будівлі розташувався створений на базі приватних колекцій Музей Західного та Східного мистецтва.
- Будинок товариства взаємного кредиту — Грецька, 18 — Побудований в 1901—1903 роках.
- Прибутковий будинок Маврокордато — Грецька, 20 — Побудований в 1870-х роках.
- Прибутковий будинок Маврокордато — Грецька, 21 — Побудований в 1900 році.
- Прибутковий будинок Агліцького — Грецька, 22 — Побудований у 1830-х роках.
- Будинок Ржевусської — Грецька, 23 — Побудований в 1832 році. У цьому будинку в пушкінські часи знаходився салон Кароліни Собанської. Пушкін бував у неї, був у неї закоханий, присвятив їй «Що в імені тобі …».
- Прибутковий будинок Маврокордато — Грецька, 25 — Побудований в 1905 році.
- Прибутковий будинок Ельмана — Грецька, 29 — Побудований в 1887 році.
- Прибутковий будинок з магазинами Клименка — Грецька, 30 — Побудований у 1890-х роках.
- Пам'ятка архітектури — Грецька, 32 — Побудований в 1825 році.
- Житловий будинок Скуліч (Одеський музей нумізматики) — Грецька, 33 — Побудований у 1840—1842 роках.
- Житловий будинок Колпакчи — Грецька, 34 — Побудований у першій половині XIX століття.
- Житловий будинок Філіппакі — Грецька, 35 — Побудований в 1835 році.
- Будинок Гершенкопа — Грецька, 36 — Побудований у 1897—1898 роках[3].
- Житловий будинок — Грецька, 37 — Побудований в 1838 році.
- Готель «Версаль» — Грецька, 42 — Побудований в 1894 році. Тут у 1909 році жив український письменник Іван Якович Франко.
- Пам'ятка архітектури — Грецька, 43 — Побудований у 1954—1957 роках. Тут жив віцеадмірал, командувач Одеським оборонним районом Гаврило Васильович Жуков.
- Прибутковий будинок Юр'євича — Грецька, 45 — Побудований на початку XX століття.
- Житловий будинок Анатра — Грецька, 46 — Побудований в 1911 році.
- Російський театр (Одеський академічний російський драматичний театр) — Грецька, 48 — Побудований в 1874 році. У 1910 році будівлю Російського театру було перебудовано і пристосовано для катання на роликових ковзанах — новомодного захоплення одеської знаті. З цього часу театр іменувався «Великий скетінг-ринг». З 1926 року тут прописаний державний Одеський російський драматичний театр.
- Комплекс будівель літературно-артистичного товариства (Одеський театр юного глядача ім. Юрія Олеші) — Грецька, 48а — Побудований у 1914—1916 роках.

## Галерея

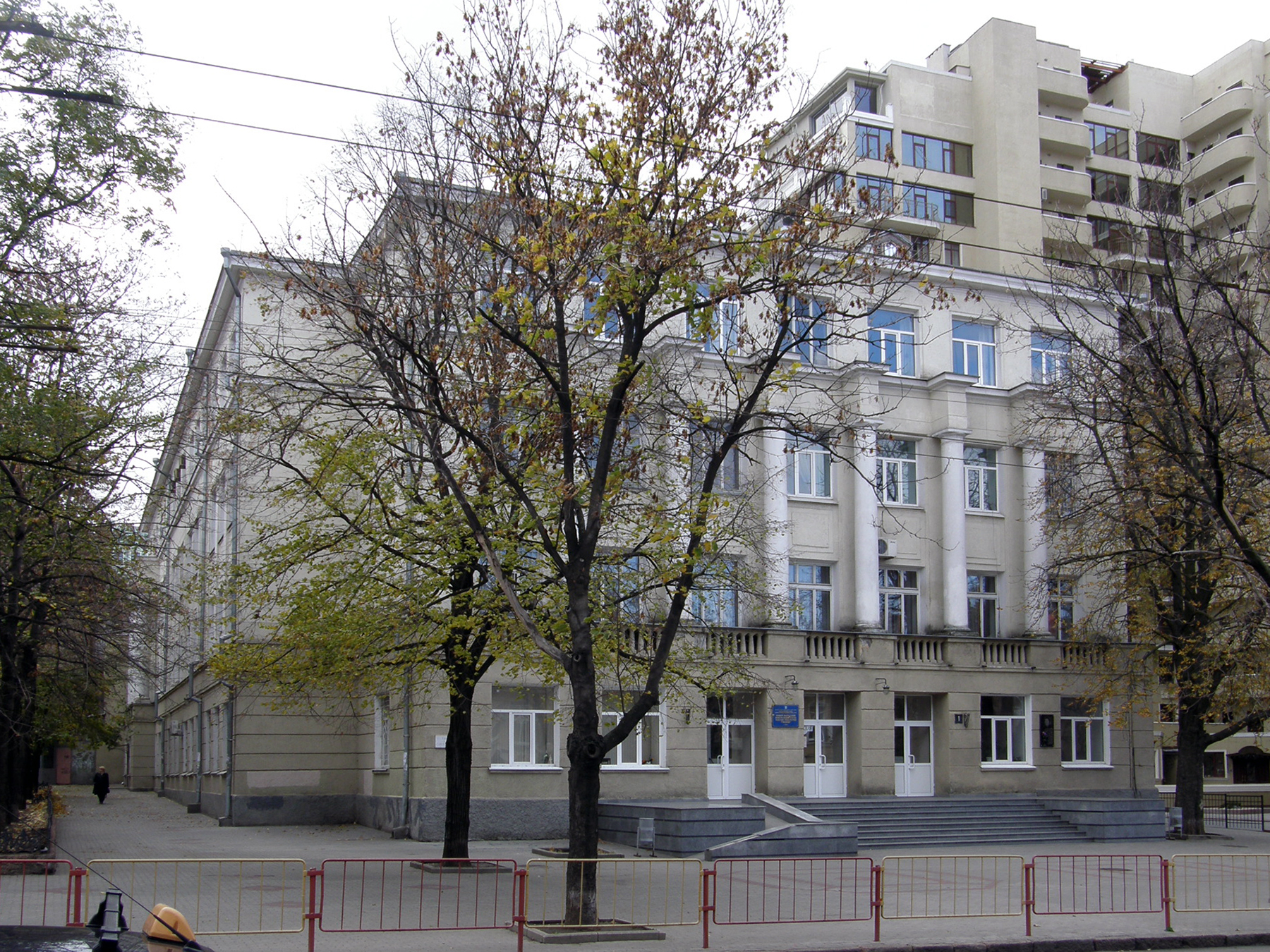
№ 1 – Одеський педагогічний коледж, 1936 р., типовий проєкт школи № 108
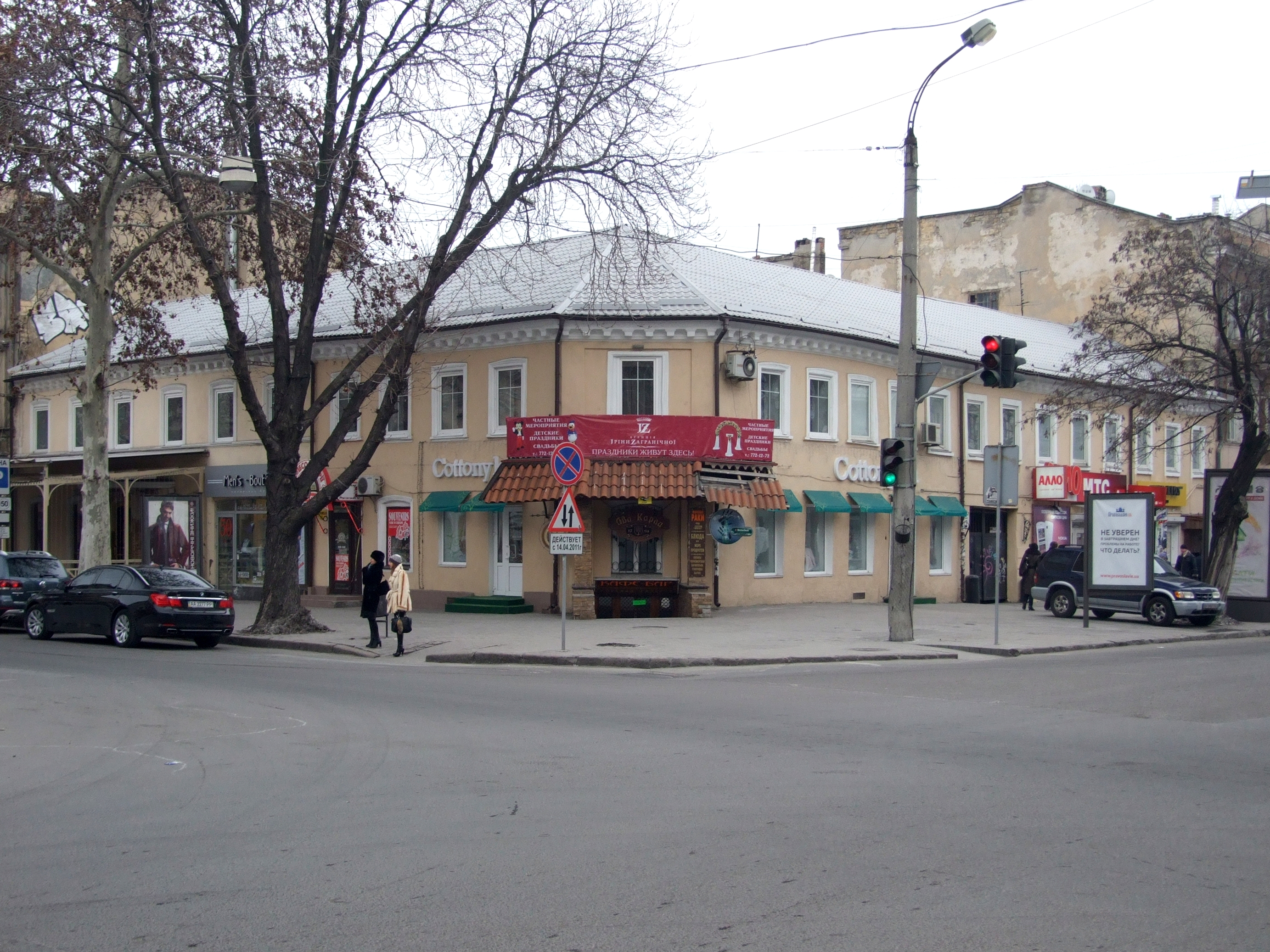
Найстаріший будинок на вулиці (№ 32) — один із найстаріших в місті
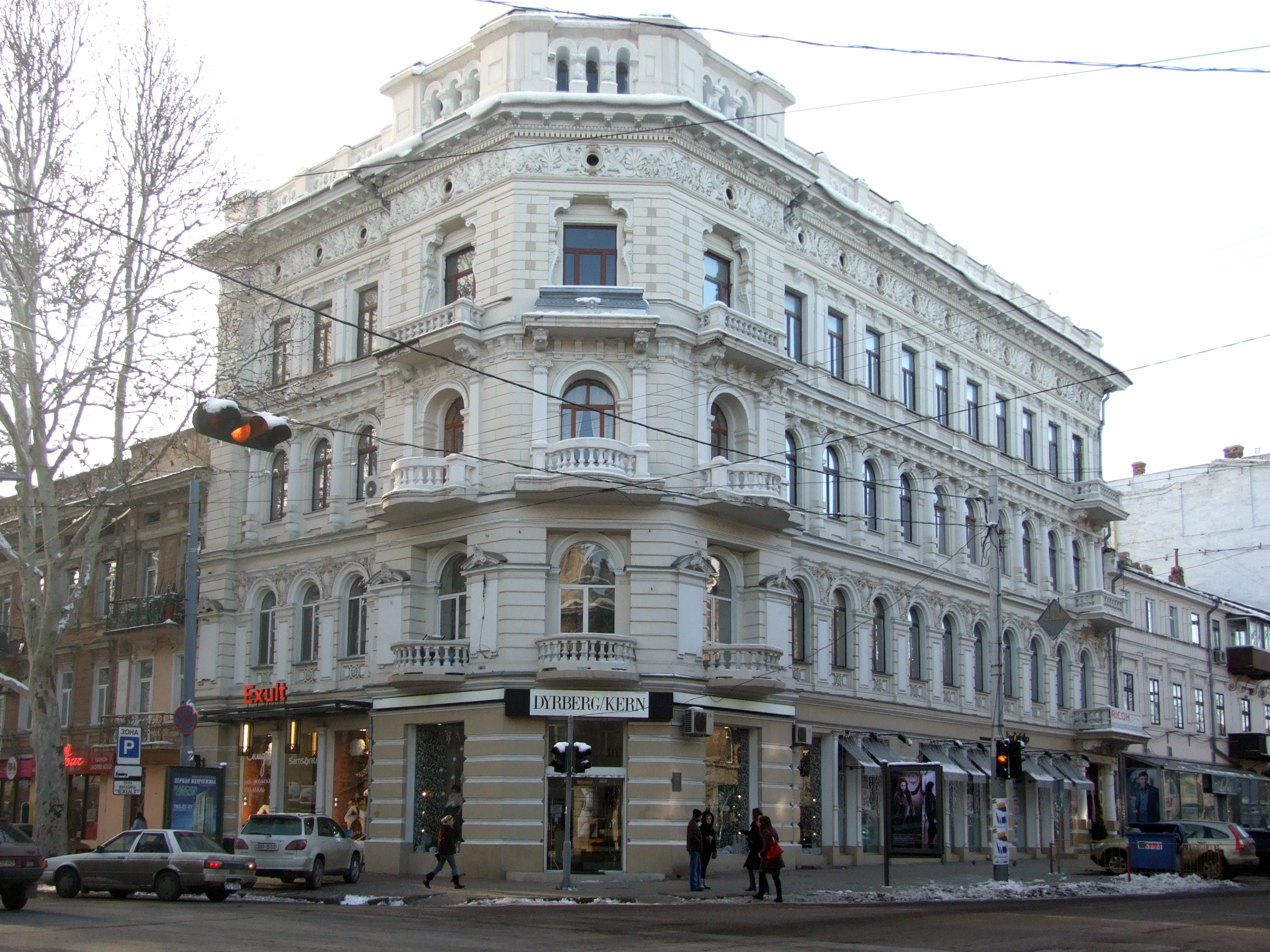
Прибутковий будинок Маврокордато (№ 21)
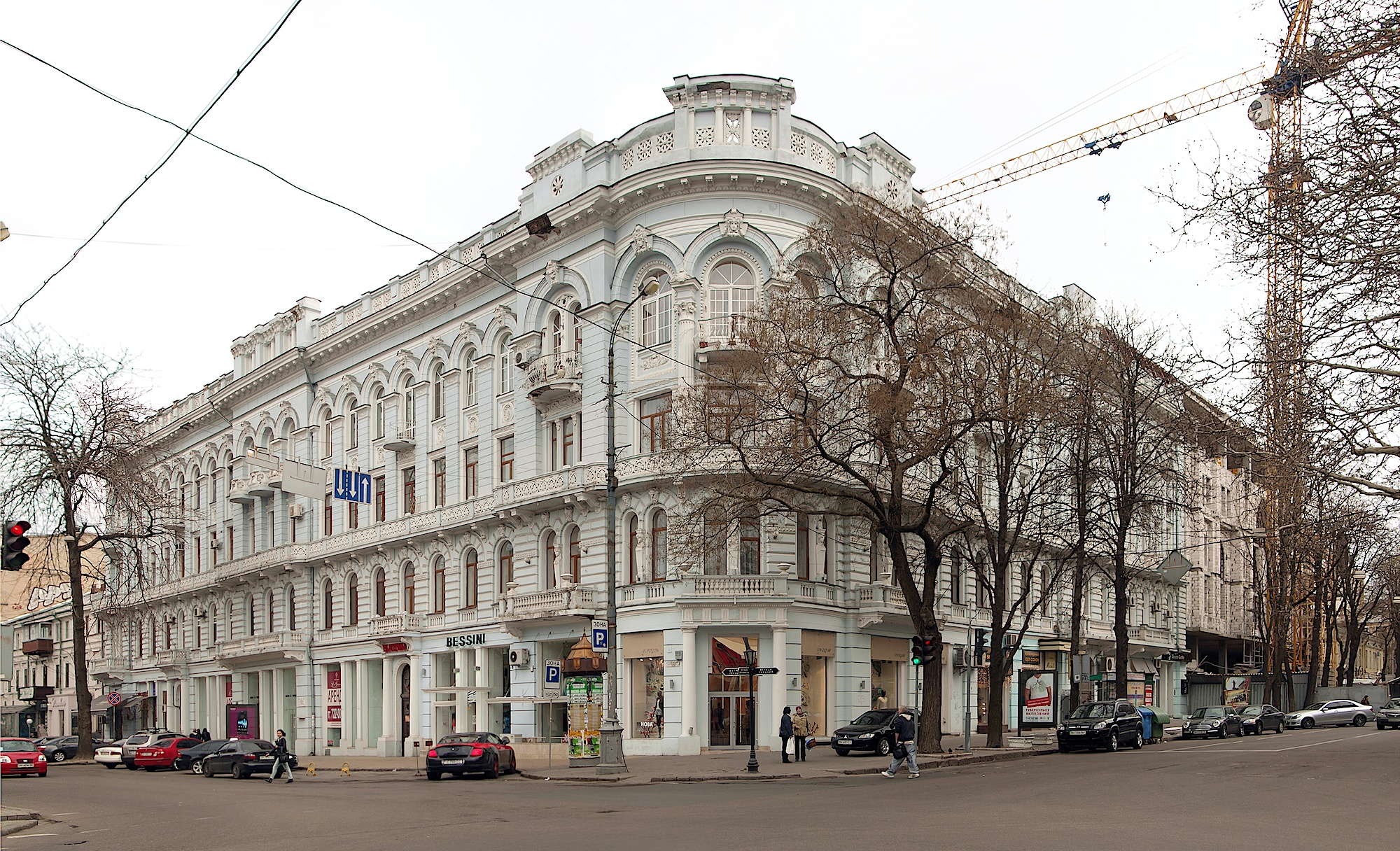
Прибутковий будинок Маврокордато (№ 25) із найдовшим балконом в Європі
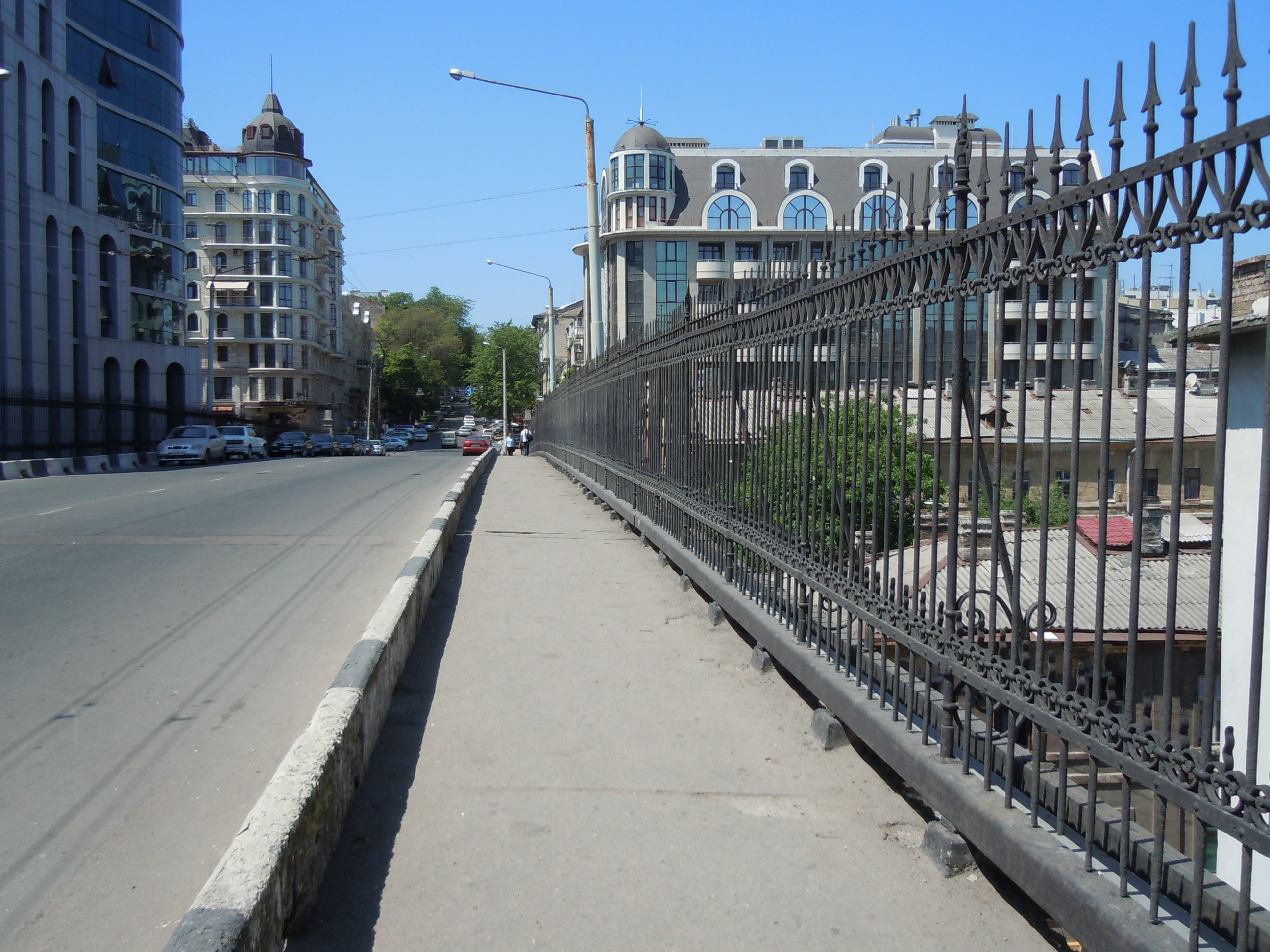
Грецький міст
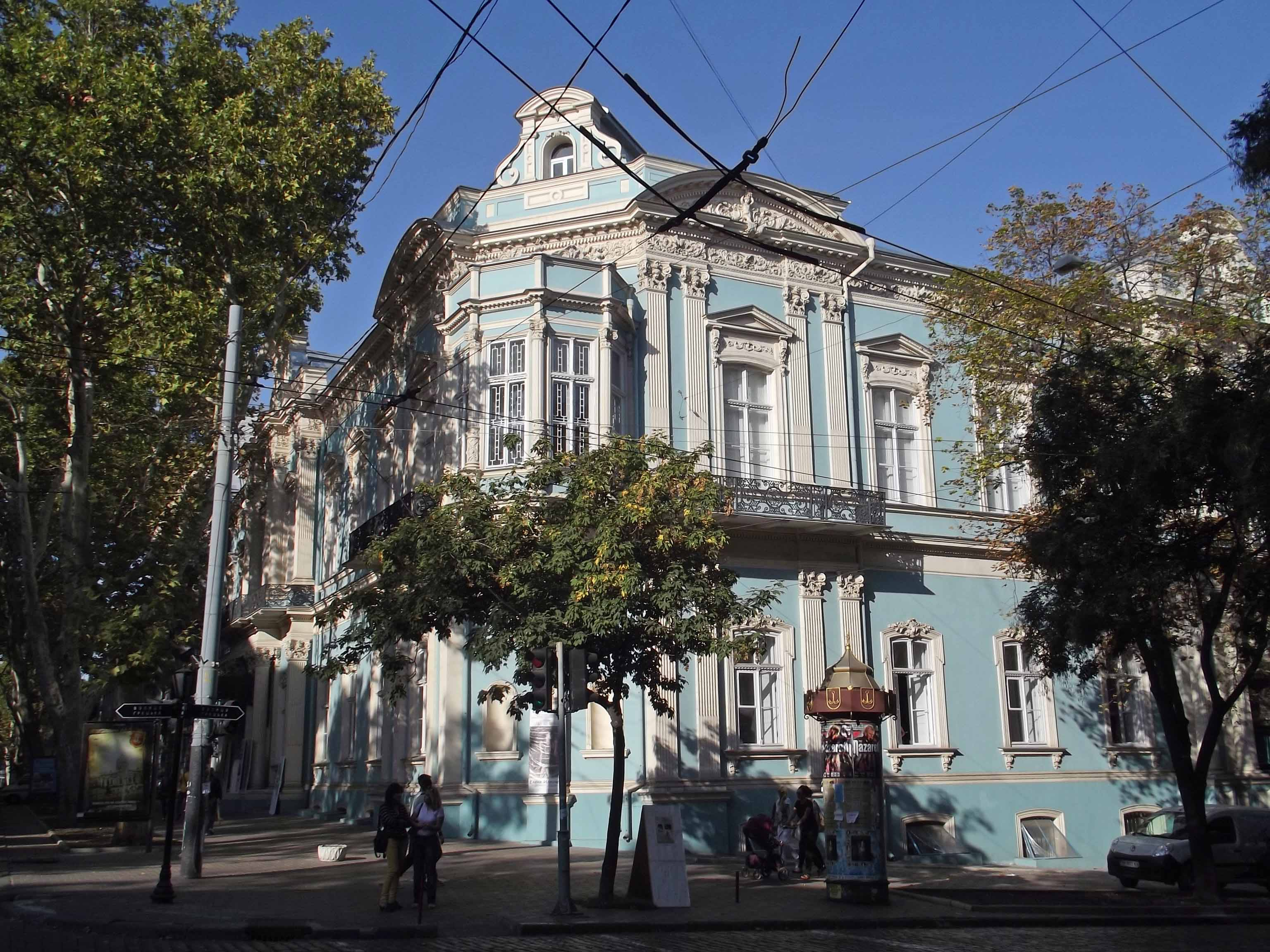
Палац Абази — будинок Музею західного і східного мистецтва
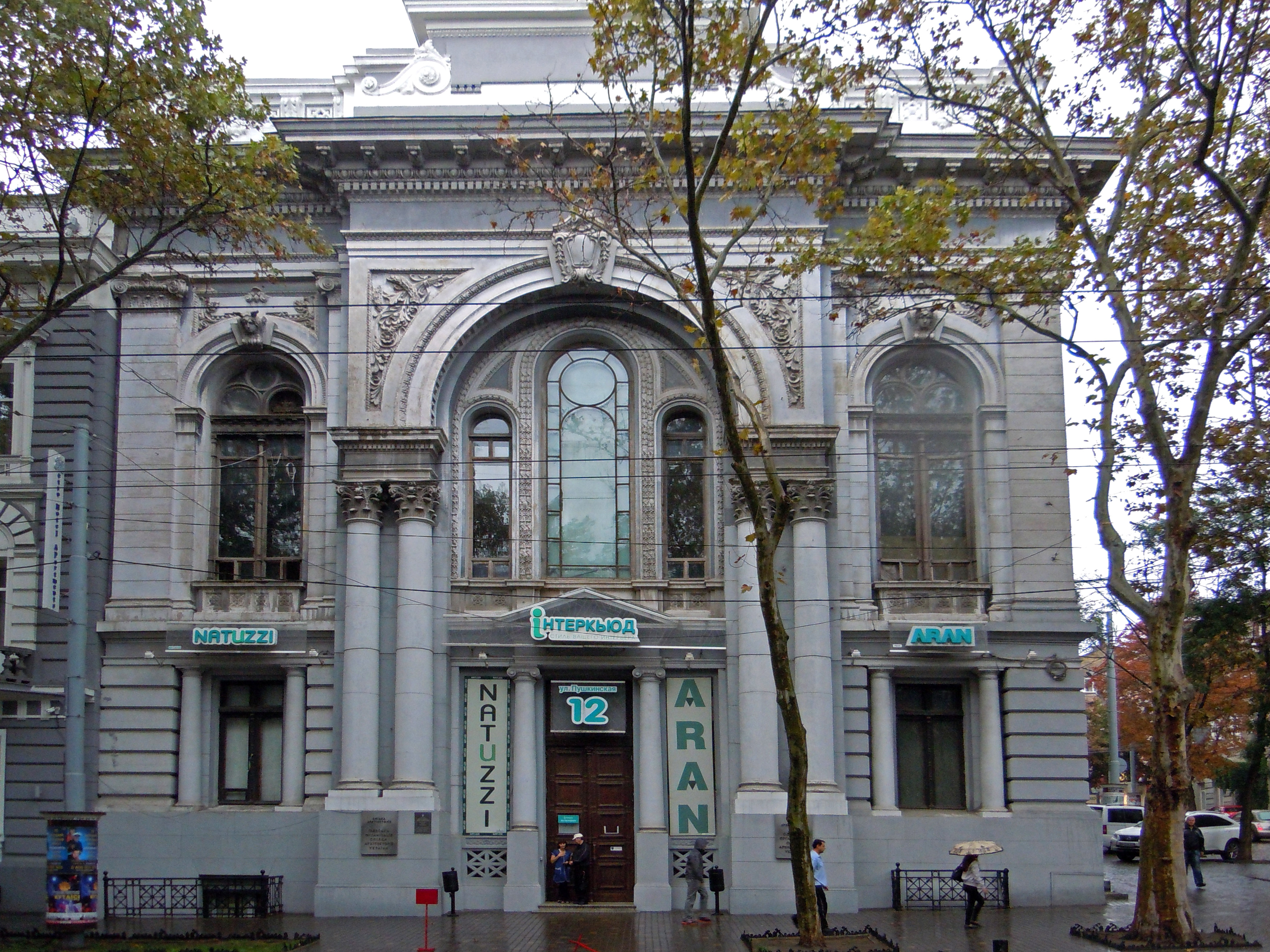
Фасад будівлі Облікового банку
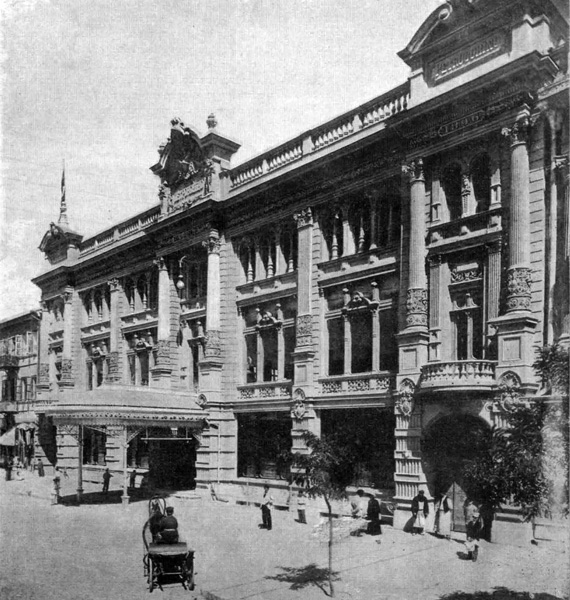
Будинок Петрококкіно (зруйнований). Кінець 19-го століття